# Christian Stucki
Christian Stucki (* 10. Januar 1985 in Aarberg) ist ein ehemaliger Schweizer Schwinger.
Er gewann mit dem Kilchberger Schwinget 2008 und dem Unspunnen-Schwinget 2017 zwei der prestigeträchtigsten Schwingfeste. 
Bei den Eidgenössischen Schwing- und Älplerfesten wurde er einmal König und damit Erster (2019), einmal Zweiter (2013), zweimal Dritter (2004 und 2010) und einmal Vierter (2007). Ihm gelang als zweitem Schwinger nach Jörg Abderhalden der sogenannte «Schwinger-Grand-Slam» mit Siegen am Unspunnen-, am Kilchbergschwinget und am Eidgenössischen Schwing- und Älplerfest.

## Werdegang
Die ersten fünf Kämpfe am Kilchberger Schwinget 2008 gewann er alle mit der Maximalnote 10. Im Schlussgang stand ihm sein Verbandskollege Matthias Sempach gegenüber. Da Christian Stucki über einen grossen Vorsprung verfügte, genügte ihm ein «gestellter» (unentschiedener) Kampf.
Im Schlussgang des Eidgenössischen Schwingfestes 2013 verlor Christian Stucki gegen Matthias Sempach, der dabei neuer Schwingerkönig wurde.
Am Eidgenössischen Schwingfest 2019 in Zug wurde er nach seinem Sieg im Schlussgang gegen Joel Wicki im Alter von 34 Jahren und sieben Monaten zum ältesten Schwingerkönig überhaupt.
Stucki errang 44 Kranzfestsiege. Er gewann insgesamt 134 Kränze, darunter 7 Eidgenössische, 67 Kantonal- oder Gauverbands-, 24 Teilverbands- und 36 Bergkränze. 
In den offiziellen Jahrespunktelisten des Eidgenössischen Schwingerverbands belegte Stucki zuletzt die Ränge 33 (2019), 3 (2018), 1 (2017), 11 (2016) und 1 (2015).
Am 6. Juni 2021 siegte Stucki als Gast am Aargauer Kantonalschwingfest in Lenzburg souverän.
Während der Saison 2022 war er immer wieder von Verletzungen zurückgeworfen, unmittelbar vor dem Eidgenössischen Schwingfest 2022 wurde sogar ein Bandscheibenvorfall diagnostiziert. Stucki schaffte dennoch die Sensation und erschwang sich seinen 7. Eidgenössischen Kranz.
Beim Seeländischen Schwingfest in Lyss bestritt er im Juni 2023 seinen letzten Wettkampf, quasi direkt vor seiner Haustür. Er gewann ihn, obwohl er ohne Wettkampfpraxis angetreten war.
2010 wurde Christian Stucki Markenbotschafter für Lidl Schweiz, eine Partnerschaft, welche zuletzt 2023 verlängert wurde.

## Leben
Stucki ist in Diessbach bei Büren aufgewachsen. Er ist gelernter Forstwart und arbeitet seit 2006 als Chauffeur. Als Mitglied beim Seeländischen Schwingerverband gehört er dem Bernisch-kantonalen Schwingerverband an. Bei einer Grösse von 198 cm wiegt er 140–150 kg. Er ist verheiratet, hat zwei Kinder und lebt mit seiner Familie in Lyss.
2019 wurde er bei den Sports Awards als erster Schwinger überhaupt zum Schweizer Sportler des Jahres gekürt.